# Naturschutzgebiet Fauler See – Rustwerder/Poel
Koordinaten: 53° 58′ 1,2″ N, 11° 23′ 51,5″ O

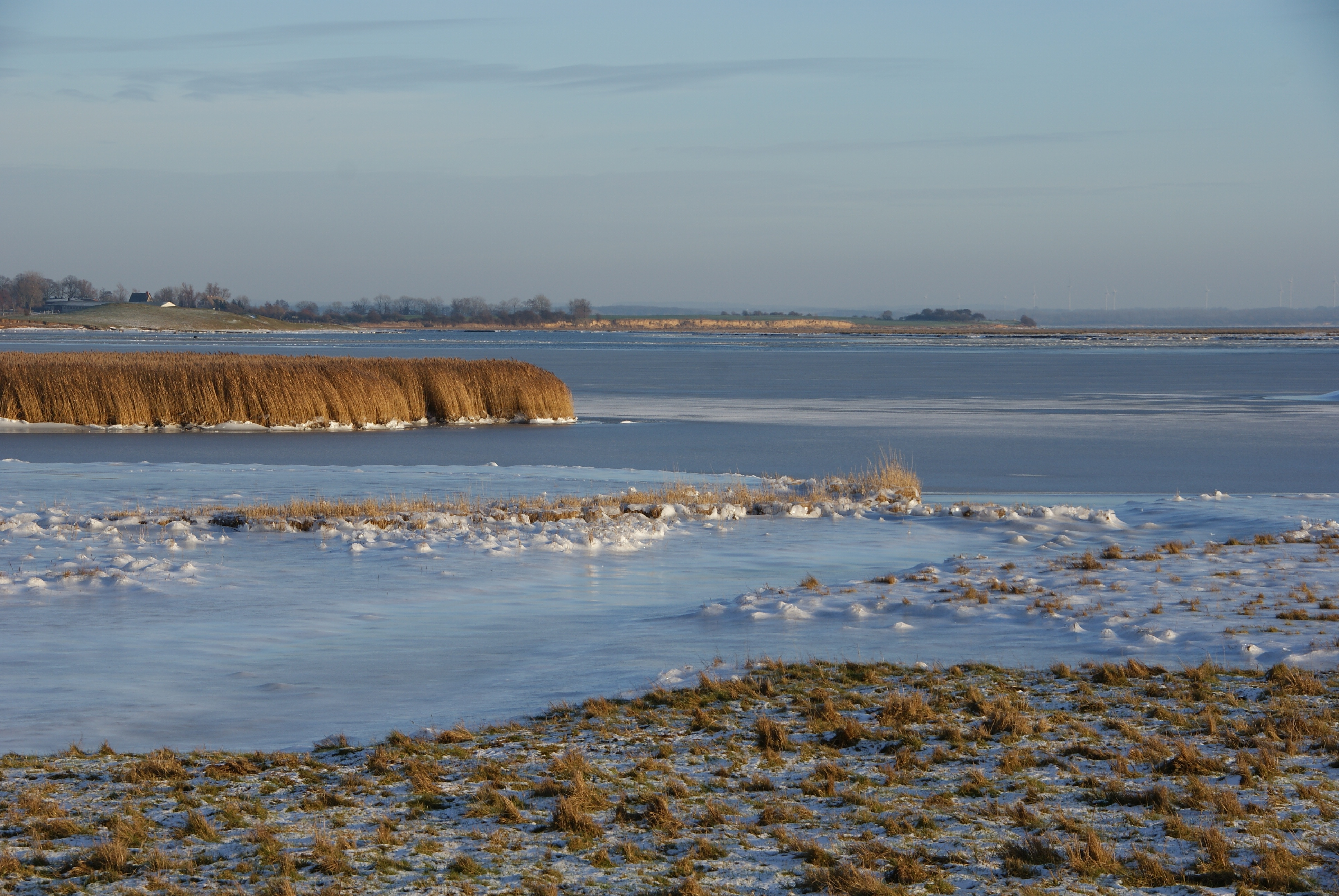
Blick von Norden in das Schutzgebiet

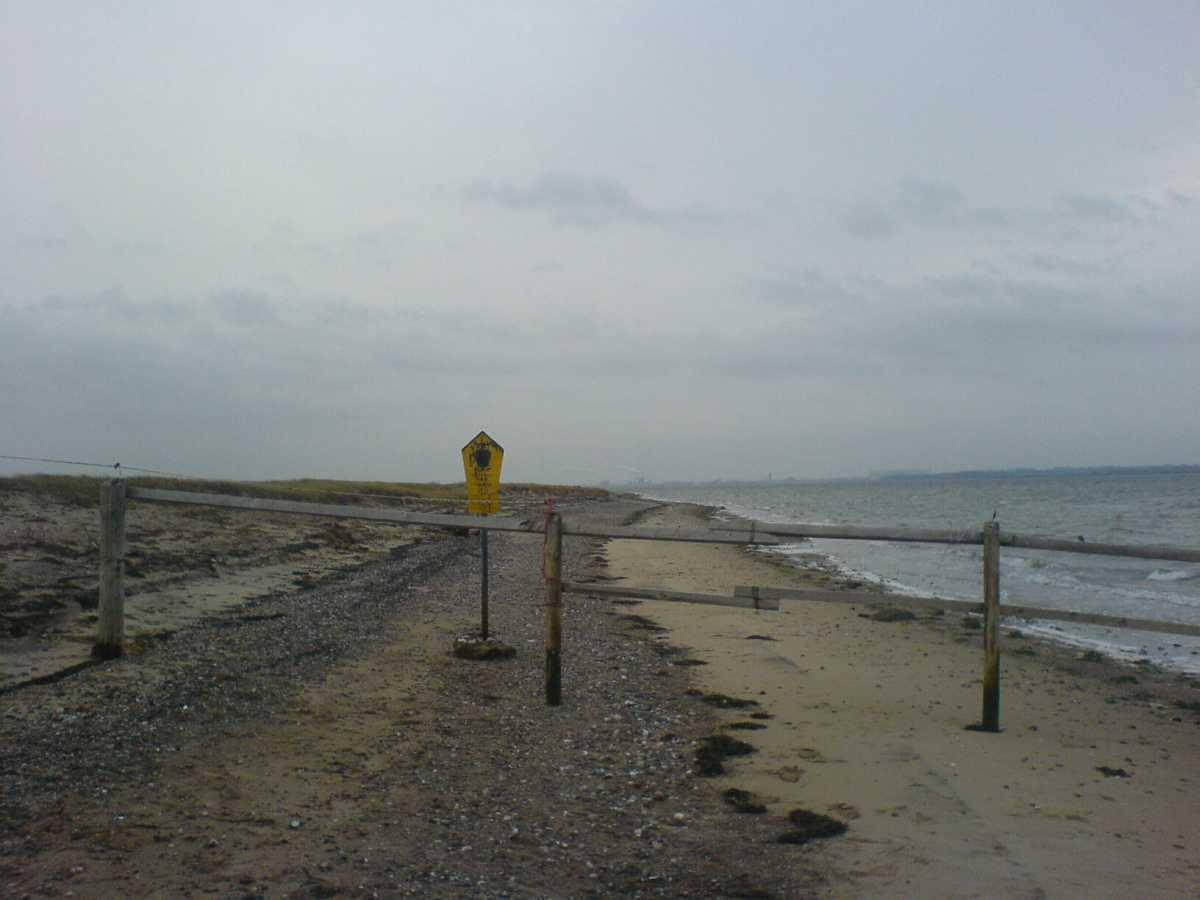
Westufer zur Ostsee

Das Naturschutzgebiet Fauler See – Rustwerder/Poel ist ein Naturschutzgebiet in Mecklenburg-Vorpommern. Es umfasst 136 Hektar und befindet sich im Südwesten der Insel Poel. Die Unterschutzstellung erfolgte am 20. September 1984 mit dem Ziel, ein beweidetes Strandwall- und Hakensystem sowie eine Brackwasserlagune an der südwestlichen Ostseeküste zu schützen und zu erhalten.
Das Naturschutzgebiet gehört zur Landschaftseinheit der Wismarbucht, die nach EU-Recht als FFH-Gebiet und Vogelschutzgebiet eingestuft ist. Ein umfangreicher Managementplan zur Abstimmung zwischen den Belangen von Naturschutz, Wassersport und Fischerei wurde im Jahr 2006 erarbeitet.
Der Gebietszustand wird als gut angesehen. Der zunehmende Druck von Prädatoren beeinflusst jedoch den Bruterfolg von Küsten- und Wiesenvögeln. Die Gebietsbetreuung übernimmt der Naturschutzbund Mecklenburg-Vorpommern. Eigentümer eines Teils der Naturschutzflächen ist die NABU-Stiftung Nationales Naturerbe.
Das Gebiet darf nicht betreten werden. Einblicke sind von den Wegen der nördlich gelegenen Orte Hinterwangern und Brandenhusen möglich.

## Pflanzen- und Tierwelt
Die Lagunenbereiche sind mit Seegras bedeckt. Am Spülsaum wachsen Strand- und Spieß-Melde, Salzmieren, Kali-Salzkraut, Meersenf. Im Naturschutzgebiet findet sich die typische Salzwiesenabfolge von tieferen zu höheren Lagen, die die hohe geobotanische Wertigkeit der Flächen ausmacht.
Als Brutvögel hervorzuheben sind Rotschenkel, Kiebitz, Austernfischer, Mittelsäger, Küstenseeschwalbe, Säbelschnäbler, Kampfläufer, Sandregenpfeifer und gelegentlich die Zwergseeschwalbe. Der Faule See ist ein bedeutender Rastplatz für Gänse, Enten und Schwäne. Die Wechselkröte findet in brackigen Kleingewässern ihren Lebensraum.